# Бур'ян (фільм)
«Бур'я́н» — український радянський художній фільм режисера Анатолія Буковського за однойменний романом Андрія Головка.
Прем'єра фільму відбулася 9 липня 1967 року у Києві та 11 вересня 1967 року в Москві.

## Сюжет
Давид Мотузка (Іван Миколайчук), демобілізований боєць Червоної армії, повертається після Громадянської війни до рідного села на Полтавщині. Там він сподівається побачити зміни, викликані революційними подіями, але в селі про революцію нічого не чули, тут хазяйнують куркулі. Останніх підтримує колишній друг Давида, Корней Матюха (Володимир Волков), який став головою сільської ради. Не маючи змоги змиритися з несправедливістю, Давид вступає у боротьбу з Корнеєм та куркулями.

## Акторський склад
- Іван Миколайчук — Давид Мотузка, комуніст
- Володимир Волков — Корней Матюха
- Лілія Дзюба — Зинька
- Федір Панасенко — Тихон Кожушний
- Ада Шереметьєва — Марія Кожушна
- Данило Ільченко — Назарович, батько Давида
- Ольга Ножкіна — Мотузчиха, мати Давида
- Ніна Антонова — Христя Мотузка
- Аркадій Трусов — Гордій Чумак
- Іван Матвеєв — Хоменко
- Сергій Кустов — Ілько
- Микола Гринько — Миронов, секретар парткому
- Олег Жаков — Яким Терентійович Огирь
- Людмила Сосюра — Лизавета
- Віктор Мурганов — Леонід Петрович Сахновський
- Борислав Брондуков — Гнида
- Микола Панасьєв — Яків
- Валентин Грудинін — міліціонер
- Петро Вескляров — Остапчук
- Валентина Володимирова — Секлета
- Марина Гаврилко — Гумачиха
- Любов Комарецька — Беспальчиха, сестра Огиря
- Ольга Лисенко — Катря
- Наталія Наум — секретарка
- Лев Перфілов — син куркуля
- Олександр Толстих — гість Огиря
- Валентин Черняк — гість Огиря
- Іван Симоненко — селянин
- Марія Вінник — Докійка
- Коля Винник — Петрик
- Юрій Гаврилюк — селянин
- Костянтин Губенко — Беспалько
- К. Донець — дядько Петро
- Ігор Сидоренко — Яким

В епізодах: Людмила Алфімова, Ніла Крюкова, Людмила Приходько, Василь Фушич, Петро Бондарчук, Олексій Кондратенко, Олексій Новиков, Людмила Орлова, Василь Хорошко, Юрій Цупко, М. Байбуз, Ж. Блідна, В. Скарга

## Знімальна група
- Режисер-постановник: Анатолій Буковський
- Сценарист: Євген Митько
- Оператор-постановник: Микола Кульчицький
- Художник-постановник: Анатолій Мамонтов
- Композитор: Олександр Білаш
- Звукооператор: Юрій Риков
- Художник-гример: М. Лосєв
- Художник по костюмах: З. Корнєєва
- Художник-декоратор: М. Аристов
- Монтажер: Варвара Бондіна
- Оператор: О. Кравченко
- Редактор: Володимир Сосюра
- Текст пісень: О. Олійника, Василя Юхимовича
- Комбіновані зйомки: оператор — Олександр Пастухов, художник — Віктор Демінський
- Директор картини: М. Шаров